# شادي الدالي
شادي الدالي هو ممثل شاب ومخرج مسرحي مصري، من مواليد القاهرة عام 1979.

## عن حياته
ولد شادي الدالي بالخامس من يناير عام 1979م بالقاهرة لأب وأم مصريي الجنسية يعملان بمجال تدريس اللغة العربية ما جعله محبًا للقراءة والإطلاع، كما أحب الرسم والغناء والتمثيل وظهرت موهبته في التمثيل في سن صغيرة حيث وقف على خشبة المسرح لأول مرة في العاشرة من عمره، وشعر منذ هذه اللحظة أنه ينتمي لهذا المكان.
تخرج في قسم الجرافيك شعبة رسوم متحركة من كلية الفنون الجميلة بجامعة حلوان عام 2000م، وخلال فترة دراسته مثل في العديد من المسرحيات مشتركاً في فرق الهواة ومسرح الجامعة فريق أتيليه المسرح ثم فرق مسرح الدولة وفرق المسرح المستقل، حصل على دبلومة الدراسات العليا في النقد الفني من أكاديمية الفنون بالقاهرة عام 2003 و
حصل على منحة دراسية في مدرسة المسرح بجامعة أمستردام في هولندا عام 2005

### إخوته
هو الأخ الأكبر لـ السيناريست عمرو الدالى 

### هواياته
شادى الدالى فنان متعدد المواهب، فهو ممثل يخطف الأنظار، رسام ذو طابع مميز، مخرج ومؤلف مسرحى مثير للجدل، عذب الصوت، يحب القراءة والأسفار.

## أعماله

### أعمال درامية

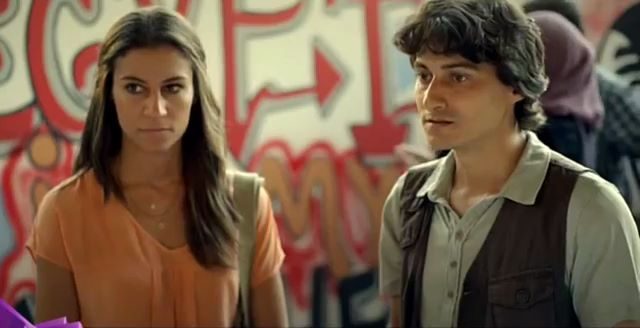
شادي الدالي وناديه خيرى في مسلسل فرح ليلى

شارك شادى الدالى بعده مسلسلات ناجحة، وكان دوره في مسلسل دوران شبرا الذي ناقش فكره الترابط بين الطوائف الدينيه بمصر بمثابه نقطه انطلاق حفر بعدها اسمه وحبه في قلوب الجماهير لموهبته وتلقائيته.
| اسم العمل                   | الدور                   | عام       |
| --------------------------- | ----------------------- | --------- |
| حديث الصباح والمساء (مسلسل) | مازن المراكيبى          | 2001      |
| بنت من شبرا                 | شاب مثقف في السجن       | 2003      |
| العندليب حكاية شعب (مسلسل)  | أحمد بدرخان             | 2006      |
| دوران شبرا                  | ماجد                    | 2011      |
| فرح ليلى (مسلسل)            | باسم                    | 2013      |
| عجائب القصص في القرآن       | أداء صوتى - الأمير خالد | 2014 2015 |
| السبع وصايا                 | نبيل                    | 2014      |
| ضد الكسر                    | عمر                     | 2021      |

### أعمال سينيمائية
قام شادى ببطوله أفلام روائيه قصيره منها:
| اسم الفيلم | عام  | ملاحظات                                                          |
| ---------- | ---- | ---------------------------------------------------------------- |
| يوم آخر    | 2004 | فيلم روائى قصير شاركته كارولين خليل شارك في مهرجان كان السينمائي |
| الصرخه     | 2010 | فيلم روائى قصير شاركته هبة عبد الغني                             |
| 29 فبراير  | 2013 | فيلم روائى قصير                                                  |
| باركوديا   | 2016 | فيلم صامت اخراج ماجي أنور                                        |
| ظل نور     | 2017 | مأخوذ عن "في بيتنا دكر" لشيماء الماريه                           |

### أهم الأعمال المسرحية كممثل

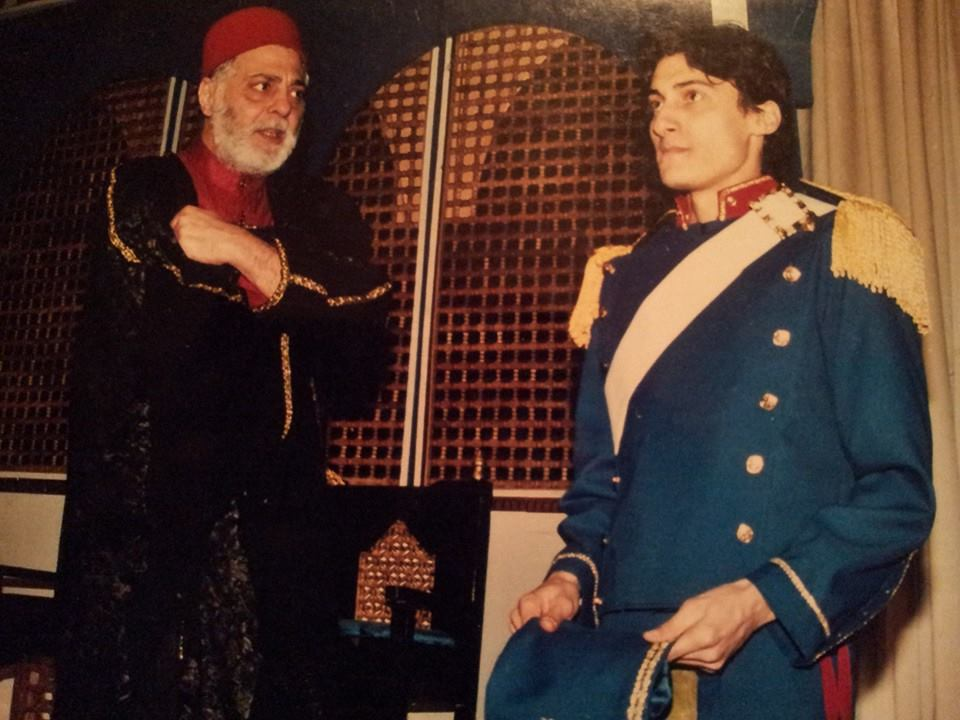
شادي الدالي والممثل القدير توفيق عبد الحميد في مسرحيه رجل القلعة

| اسم المسرحيه              | عام  | ملاحظات                                   |
| ------------------------- | ---- | ----------------------------------------- |
| الأرض                     | 2000 | المسرح الجامعى                            |
| عرض لن يتم                | 2002 | فرقه العبث الحر                           |
| تحب تشوف مأساة            | 2002 | البيت الفني للمسرح للمخرج خالد جلال       |
| بلدتنا "OUR TOWN"         | 2004 | مسرح الهناجر                              |
| رجل القلعه                | 2005 | البيت الفنى للمسرح للمخرج ناصر عبد المنعم |
| أن تكون آدم               | 2006 | مهرجان فيلادلفيا - الأردن                 |
| 32 سنه حلوه يا جميل       | 2006 | مونودراما فرقه الضوء للمخرج طارق سعيد     |
| ولد وبنت وحاجات           | 2007 | مسرح الشباب للمخرج هاني عفيفي             |
| ملاحظات ليليه             | 2007 | أمستردام                                  |
| أغنيتى الأخيره            | 2008 |                                           |
| ريتشادر ضد ريتشادر        | 2008 | للمخرج محمد عبد الخالق                    |
| صاحب السمو «قنصوه الغوري» | 2016 |                                           |

|تسجيل دخول || 2018 || المخرج هاني عفيفي

### أعمال مسرحية كمخرج
انشأ شادى الدالى عام 2009 فرقه مسرح الممثل  من مجموعة متميزة من شباب الممثلين خريجى كليه الفنون الجميلة بالقاهرة، وقاموا من خلال ورش ارتجال بعده مسرحيات يغلب عليها طابع الكوميديا السوداء، لاقت هذه العروض رواجا ونجاحا كبيرا وحصلت على العديد من الجوائز.
أما عن أعماله التي قام بإخراجها فهى:
| اسم المسرحيه           | عام  | ملاحظات |
| ---------------------- | ---- | --- |
| من تلاته ونص لخمسه ونص | 2000 | |
| ملاحظات ليليه          | 2007 | شارك في كتابتها واخراجها مع الممثل البلجيكى كريستوف بيرسين |
| اغنيتى الاخيره         | 2008 | |
| الفاشلون               | 2009 | أول تجربه اخراج مستقل له فريق اتيليه المسرح حصلت على المركز الأول بمهرجان الجامعه 2010 |
| اوبريت الدرافيل        | 2010 | حصل على المركز الأول بمهرجان الجامعه 2011 |
| ضحك السنين/عيش انت     | 2012 | حصل على المركز الأول في مهرجان المسرح الكبير |
| صنع في الصين           | 2013 | عن نص "مؤتمر غاسلي الأدمغه" لـ برتولت بريشت |
| ليس بعد                | 2013 | عرضت في مدينه كاسل الألمانيه حصلت على جائزة أحسن اخراج من مهرجان الجامعه |
| حلم بلاستيك            | 2013 | حققت نجاحا باهرا على مسرح الطليعه تم عرضها بمدينتى برلين وكاسل بألمانيا مثل العرض مصر في مهرجان المسرح العربي بالشارقه عام 2014 |
| ثورة الموتى            | 2015 | عن Bury the dead لـ أروين شو |
| الخلطه السحريه للسعاده | 2016 | تمثيل الفنانة فاطمة محمد علي - الفنان محمد حفظي - الفنان محمد السعداوي وغيرهم عرض لأول مرة على مسرح الهناجر وتم مد فتره العرض لنجاحه الشديد والاقبال الجماهيرى عليه والحضور المشرف لعدد من كبار فنانى المسرح على رأسهم الفنانه القديره سيده المسرح العربى سميحة أيوب، الفنان الكبير سامح الصريطي وكيل أول نقابة المهن التمثيلية، الفنان الكبير محمود الحديني، والمخرج القدير عصام السيد وسعاده السفير المغربي بالقاهره السيد/محمد سعد العلمي مثّل العرض مصر في مهرجان المسرح العربي في دورته التاسعه بوهران بالجزائر عام 2016 منافسا على جائزة سمو الشيخ سلطان القاسمي لأفضل عرض مسرحي عربى لعام 2016 |
| قاتل الملل             | 2016 | |
| العيال رجعت            | 2018 | |
| نيرفانا                | 2018 | |
| شباك مكسور             | 2019 | |
| الشك                   | 2020 | |
| سندباد                 | 2021 | |
| نور في عالم البحور     | 2023 | |
| قضية ضل الحمار         | 2025 | |

### أعمال مسرحيه كمؤلف
| اسم العمل   | عام  | ملاحظات |
| ----------- | ---- | --- |
| هتموت لوحدك | 2012 | مونودراما من تأليفه وأداء واخراج محمد الحلوانى حصل على جائزة المركز الثانى من مهرجان ساقية الصاوي الثامن للمونودراما عام 2012، والمركز الأول من مهرجان الغرفة الأول بدمياط |

### نشاطات أخرى
| الحدث                                                                 | الدور                                          | عام  | ملاحظات                                                   |
| --------------------------------------------------------------------- | ---------------------------------------------- | ---- | --------------------------------------------------------- |
| ورش اعداد الممثل                                                      | مدرب                                           |      |                                                           |
| مهرجان الحريه للمسرح السكندري (الدورة الثانية)                        | عضو بلجنة التحكيم                              | 2014 | مركز الحرية للابداع بالاسكندرية                           |
| مهرجان الضمة الأول للمونودراما                                        | عضو بلجنة التحكيم                              | 2015 |                                                           |
| المسابقة الفنية القومية للطلائع                                       | عضو بلجنة التحكيم                              | 2016 | بمدينه دمياط                                              |
| اليوم المفتوح للوعي الصحى بخطوره الإدمان والمخدرات "كلنا عاوزين صورة" | ندوه عن دور الإعلام في توعيه الشباب ضد الإدمان | 2016 | كليه الاعلام - جامعة النهضة - بنى سويف                    |
| مهرجان بيت الأمه المسرحي الأول                                        | عضو بلجنة التحكيم                              | 2016 | مركز سعد زغلول الثقافي - دورة الرائد المسرحي توفيق الحكيم |

|  |  |

### لوحات
تتميز رسوم شادى الدالى بطابع خاص سواء استخدم ألوانه المشرقه أو الفحم مفردا أو الحفر على المعدن، فما أن تشاهد لوحاته ستعرف انه من قام برسمها قبل أن تقع عينك على التوقيع.
| شادي الداي، لوحه | شادي الداي، لوحه |

## وصلات خارجية
- شادي الدالي على موقع الدهليز
- شادي الدالي على موقع قاعدة بيانات الأفلام العربية

- موقع فرقه أتيليه المسرح الصغير (مسرح الممثل)